# Mohammed Ali Bemammer
Mohammed Ali Bemammer, né le 19 novembre 1989, est un footballeur marocain évoluant au poste de milieu défensif à l'Ittihad de Tanger.

## Biographie

### Débuts professionnels au MAS (2009-2014)
Mohamed Ali Bemaamar naît le 19 novembre 1989 à Fès au Maroc au sein d'une famille de quatre enfants. Il intègre le centre de formation du MAS de Fes en 1997, avant d'entamer ses débuts professionnels lors de la saison 2009-2010. Il termine sa première saison à la huitième place du championnat et est vice champion de la Coupe du Maroc.
Lors de la saison 2010-2011, il est vice champion de la Botola Pro, remporte la Coupe du Maroc et remporte la Coupe des confédérations, soit, son premier titre continentale de sa carrière.

### Raja de Casablanca (2014-2015)
Le 19 août 2014, il signe un contrat de trois ans au Raja Club Athletic en échange d'une somme de 150.000 euros. Il y dispute une saison complète avec 20 matchs et un but en championnat du Maroc et dispute huit matchs continentales. Il termine la saison à la huitième place du championnat.
Lors de la saison 2015-2016, il dispute cinq matchs de championnat avant d'être mis sur la liste de départs.

### DH d'El Jadida (2015-2019)
Le 17 décembre 2015, il signe au DH El Jadida pour une somme de 75.000 euros. Lors de sa première saison, il rentre souvent en jeu. Il joue en total 15 matchs en championnat. Il termine la saison à la treizième place du championnat.
Lors de la saison 2016-2017, il est vice-champion de la Botola Pro et finaliste de la Coupe du Maroc, tout en réalisant une saison complète avec 35 matchs joués et un but marqué.

### FAR de Rabat (2019-2020)
Le 4 juillet 2019, il signe un contrat libre aux FAR de Rabat.

### Ittihad de Tanger (depuis 2020)
Le 27 novembre 2020, il signe un contrat de trois ans à l'Ittihad de Tanger.

### En sélection
Il reçoit trois sélections en équipe du Maroc lors de l'année 2013. Il joue à cet effet contre la Tunisie, la Côte d'Ivoire, et l'Afrique du Sud.
Le 22 novembre 2021, il figure parmi les 23 sélectionnés de Houcine Ammouta pour prendre part à la Coupe arabe de la FIFA 2021.

## Statistiques
| Matches internationaux de Mohammed Ali Bemammer | Matches internationaux de Mohammed Ali Bemammer | Matches internationaux de Mohammed Ali Bemammer      | Matches internationaux de Mohammed Ali Bemammer | Matches internationaux de Mohammed Ali Bemammer | Matches internationaux de Mohammed Ali Bemammer | Matches internationaux de Mohammed Ali Bemammer | Matches internationaux de Mohammed Ali Bemammer |
| 0                                               | Date                                            | Lieu                                                 | Adversaire                                      | Score                                           | Résultats                                       | Compétitions                                    |                                                 |
| ----------------------------------------------- | ----------------------------------------------- | ---------------------------------------------------- | ----------------------------------------------- | ----------------------------------------------- | ----------------------------------------------- | ----------------------------------------------- | ----------------------------------------------- |
| 1                                               | 7 septembre 2013                                | Stade Félix-Houphouët-Boigny, Abidjan, Côte d’Ivoire | Côte d'Ivoire                                   | —                                               | 1-1                                             | Éliminatoires Coupe du monde 2014               |                                                 |

## Palmarès

### En club
Raja Club Athletic
Coupe nord-africaine des clubs
Vainqueur en 2015
 Maghreb de Fès
- Championnat du Maroc
  - Vice-Champion : 2011
- Tournoi Antifi
  - Vainqueur en 2011
- Coupe de la confédération
  - Vainqueur en 2011
- Coupe du trône
  - Vainqueur : 2011
  - Finaliste : 2010
- Supercoupe de la CAF
  - Vainqueur : 2012

### En sélection
Maroc A'
- Championnat d'Afrique des nations (CHAN)
  - Vainqueur : 2021

Distinctions personnelles
Homme du match face à la Zambie au Championnat d'Afrique des nations (CHAN) 2021